# Pan (naczynie)
Pan – wykonane z brązu, starożytne chińskie naczynie rytualne, używane od początku panowania dynastii Shang do Epoki Walczących Królestw. 
Wywodzące się bezpośrednio z naczyń neolitycznych pan miało kształt płytkiej misy o lekko wydłużonym owalnym kształcie, z uchwytami po bokach i niekiedy wspartej na nóżkach. Z naczynia yi wlewano do niej wodę, która była potrzebna w trakcie odprawiania rytuałów do ceremonialnego obmycia rąk. Powierzchnię pan zdobiono wizerunkami zwierząt wodnych (jak ryby i żaby), a od czasów dynastii Zhou także inskrypcjami.